# Mountain Village (Alaska)
Mountain Village est une localité d'Alaska aux États-Unis dans la Région de recensement de Kusilvak. En 2010, il y avait 813 habitants.

## Situation - climat
Elle est située sur la rive nord du fleuve Yukon à 32 km à l'ouest de St. Mary's et à 756 km au nord-ouest d'Anchorage, aux pieds de la montagne Azachorok, qui est le premier relief rencontré quand on remonte le cours du Yukon.
La moyenne des températures est de 27 °C en juillet et de −7 °C en janvier.

## Histoire
Mountain Village était un camp de pêche l'été, jusqu'à l'ouverture d'un magasin de fournitures générales en 1908, ce qui a entraîné l'arrivée de nouveaux habitants. La même année, une école et une mission y ont été établies. La poste a ouvert en 1923, suivie par une usine de salage de saumon en 1956 et une conserverie en 1964. Les trois sont actuellement fermées. La localité a été déclarée centre scolaire régional en 1976.
Les habitants pratiquent une économie de subsistance saisonnière, à base de pêche, de chasse, et de cueillette. Les seuls emplois offerts le sont dans l'administration et l'école.

## Démographie
| 1920 | 1930 | 1940 | 1950 | 1960 | 1970 |
| ---- | ---- | ---- | ---- | ---- | ---- |
| 136  | 76   | 128  | 221  | 300  | 419  |

| 1980 | 1990 | 2000 | 2010 | - | - |
| ---- | ---- | ---- | ---- | - | - |
| 583  | 674  | 755  | 813  | - | - |

## Sources et références
- (en) CIS

- (en) Cet article est partiellement ou en totalité issu de l’article de Wikipédia en anglais intitulé « Mountain Village, Alaska » (voir la liste des auteurs).

1. ↑  « Statistiques des États-Unis - Alaska - Profils des communautés de 2010 » (consulté en novembre 2020)